# Shad Gaspard
Shad Chad Javier Jesus Roman Chittick Gaspard  (Brooklyn, 13 de janeiro de 1981 -  Los Angeles, 17 de maio de 2020) foi um lutador profissional de wrestling estadunidense com descendência haitiana e curaçoense. Trabalhava para a WWE, no programa SmackDown e em 2010 foi demitido.

## Vida pessoal e carreira
Shad é filho de Benjamin Gaspard, um formador de atletas de boxe, destacado nos anos 70.
Com apenas 5 anos, Shad contou com o apoio do pai e começou a treinar boxe. Com oito anos, se destacava na área do boxe. Conhecido pela sua forma agressiva, ele ganhou muitas lutas amadoras. Sua mãe deu uma alcunha de "besta" para seu comportamento agressivo. Mesmo que Shad tivesse apenas 16 anos, ele lutava com pessoas até 20 anos mais velhas. Gaspard foi um excelente desportista, no qual acumulou saldo de 35-7 em lutas marciais e saldo de 57-26 no boxe amador.
Gaspard foi envolvido nas atividades da High School, em sua formação estudada lá. Nos esportes, destacou-se em wrestling, atletismo e basquete. Após a faculdade, ele continuou a jogar basquete em um peímetro colegial na Geórgia, e após sair, tornou-se fã de rappers e atores.
Embora a gimmick de "Cryme Tyme" sejara em maior tempo uma paródia, Gaspard foi preso em numerosas épocas, incluindo apreensões por assalto em New York, New Jersey, Flórida, Kentucky, Ohio, Georgia, Illinois e Califórnia, por pilhagem e extorsão em New York e Georgia, além de tráfico de drogas em Atlanta.
Gaspard decidiu se transformar então, em um profissional wrestling. Ele foi qualificado para as finais do reality show televisivo Tough Enough 2, em 2002, mas foi eliminado e substituído após ter falhado em um exame.
A 17 de 2020 é apanhado, junto com o filho, por uma forte corrente no mar. O filho foi salvo pelos salva-vidas a pedido do próprio Shad, mas uma segunda onda o apanhou antes que pudesse ser salvo.

### Morte
No dia 17 de maio de 2020, Shad nadava na praia de Venice, Califórnia. Ele desapareceu junto com seu filho após serem surpreendidos por uma corrente de retorno que o levaram. Seu filho foi resgatado no mesmo dia. No dia 20 do mesmo mês foi confirmado que um corpo que havia sido encontrado era de Shad Gaspard.

## World Wrestling Entertainment

### Ohio Valley Wrestling
Após o Tough Enough, Gaspard foi parar no Ohio Valley Wrestling, sob o comando de Tom Prichard. Começara a sua carreira profissional no mundo do wrestling.
Gaspard fez a sua estréia na OVW em 2003, sob o ring name de Da Beast. Em fevereiro de 2004, Carlito e Shad formaram um tag team. Depois, Shad fez duplas com Armando Estrada, Kenny Dykstra e Ryan Wilson. Em junho de 2005, assinou contrato com a WWE.

### RAW
No início de 2006, durante uma feud na OVW com CM Punk, Shad se juntou a JTG e formaram um novo Tag Team. Esta nova equipe ganhou o OVW Tag Team Southern Championship, antes que foram chamados para o WWE Raw, como '''Cryme Tyme'''. Em 4 de setembro de 2006, o grupo fez a sua estréia pelo Raw. Na edição de 16 de outubro, o Cryme Tyme derrotou os World Tag Team Championship, Spirit Squad, sem o título em jogo.
Os dois, sempre lutando juntos, tentam tirar o título de duplas, mas foram em todas as oportunidades que valia o título derrotados. Por isso, após uma feud com Lance Cade e Trevor Murdoch, Shad (com JTG) rompeu o contrato com a WWE, por razões não-reveladas.

### Circuito independente
Shad e JTG chegaram a fazer participações na Jersey All Pro Wrestling, lutando contra The Dirty Rotten Scoundrels e Style & Finesse, vencendo ambas as lutas.
Shad assinou contrato com a Ohio Valley Wrestling e apareceu em poucos shows, fazendo a sua retirada em 16 de janeiro de 2008.

### Retorno à WWE
Shad e JTG retornaram à WWE em 31 de março de 2008, em uma eição do WWE Raw, como o Cryme Tyme, onde eles desafiaram Lance Cade e Trevor Murdoch e venceram, após seis meses sem aparecer em um episódio televisivo.

### Smackdown
No Draft de 2009, Shad foi transferido para o SmackDown junto com seu parceiro de tag team, JTG.

### Fim da Cryme Tyme
Após perder uma Match no SmackDown!, contra R-Truth & John Morrison, Shad atacou JTG, terminando assim a Tag Team de quase quatro anos. Agora com a cabeça raspada, Shad diz "não haver mais Cryme Tyme, e sim Shad Gaspard's Time", usando agora o slogan de "My Time". No Extreme Rules 2010, Shad enfrentou JTG em uma Strap Match, no qual saiu perdedor.

## Finishing moves
- Thugnificent / Shad's Taking Over (STO) - 2008–autalmente
- Big Boot - 2006–2007; usado como signature de 2008-atualmente
- Back Suplex Side Slam (OVW)

### Ataques secundários
- Sidewalk slam
- Shoulder block
- Snake eyes
- Samoan drop

### Com JTG
- G9 - Samoan Drop (Gaspard) com Running front flip neckbreaker (JTG).
- Inverted Double Leg Slam (Gaspard) com Splash (JTG).

### Managers
- Kenny Bolin
- Nurse Lulu
- Mo' Green

## Títulos
- OVW Southern Tag Team Championship (2 vezes) com JTG